# 1813 Имхотеп
1813 Имхотеп (енгл. 1813 Imhotep) је астероид главног астероидног појаса. Приближан пречник астероида је 24,73 km,
а средња удаљеност астероида од Сунца износи 2,682 астрономских јединица (АЈ).
Инклинација (нагиб) орбите у односу на раван еклиптике је 8,087 степени, а орбитални период износи 1604,917 дана (4,394 године). Ексцентрицитет орбите астероида износи 0,080.
Апсолутна магнитуда астероида износи 11,60 а геометријски албедо 0,066.
Астероид је откривен 17. октобра 1960. године.